# Шепетівський ліцей з посиленою військово-фізичною підготовкою
Шепетівський навчально-виховний комплекс № 3 у складі «Загальноосвітня школа І—III ступенів імені Натана Рибака та ліцей з посиленою військово-фізичною підготовкою» Хмельницької області — середній навчальний заклад, ліцей з посиленою військово-фізичною підготовкою, розташований у Шепетівці, на вул. Українській, 67.

## Історія
Будівництво школи було розпочато у 1965 році, робота тривала 2 роки. 5 листопада 1967 року навчальний заклад був урочисто відкритий.
У вересні 1978 року школу було перейменовано на Шепетівську загальноосвітню школу № 7.
У вересні 1979 року Рада Міністрів Української РСР постановила присвоїти середній школі № 7 ім'я українського радянського письменника Натана Рибака. Повна назва — Шепетівська загальноосвітня школа №7 імені Натана Рибака.
Серед творів цього українського письменника відомими є «Переяславська Рада», «Час сподівань та звершень», багато інших .
Шепетівський навчально-виховний комплекс № 3 у складі «Загальноосвітня школа І—III ступенів імені Натана Рибака та ліцей з посиленою військово-фізичною підготовкою» (колишня середня школа № 11).
Згодом була збудована будівля Шепетівської загальноосвітньої школи № 11 у малонаселеному районі міста. Новою віхою наступного десятиліття був 1979 рік. Адміністративна естафета передається директору школи Яковлєвій Наталії Іванівні, за рік — Черпіті Івану Митрофановичу.
3 січня 1981 року школа змінює свій номер з 11 на № 7, і їй присвоєно звання українського письменника Натана Рибака, відкрито музей.
У 1991 році школу очолила Неля Йосипівна Бунечко. Заступниками директора школи були Валентина Костянтинівна Глєбова, Марія Феодосіївна Фіголь, Наталія Олександрівна Григор'єва, Лариса Романівна Данькевич, Анатолій Миколайович Кондратюк, Галина Іванівна Піголь, Олег Миколайович Попович.
1991 року у школі навчається 1505 учнів. Акселерація вимагає переходу на навчання дітей з 6-річного віку. Новий директор повністю віддається роботі. Проводиться капітальний ремонт спортивного залу, їдальні і актової зали, фоє і коридорів школи. Перебудовується приміщення, з різних підсобних куточків з'являються нові кабінети, класи, майстерні. Це лінгафонний кабінет для початкових класів, радіо-клас — де діють гуртки радіотелеграфістів, радіоконструкторів та факультатив з радіоелектроніки. Розширюється і обладнується приміщення під бібліотеку з читальним залом. Знаходиться приміщення для художньої студії, кабінету музики і співів. Школа набуває нового сучасного естетичного вигляду. Значно поповнюється матеріально-технічна база. 
Науково-технічний прогрес знаходить своє відображення у першому комп’ютерному класі, який було обладнано у 1993 році.
Однак, ностальгія примушує згадати шкільні форми замість джинсів, шкільні портфелі замість пакетів. 1997 року усі кафедри сумлінно опрацьовують нові «Стандарти освіти». В навчально-виховний процес включаються усі аспекти цивілізованої освіти. Відкриваються класи з поглибленим вивченням іноземних мов, інших навчальних предметів. З'являються клуби за інтересами, студії, Мала академія наук (МАН). Все набуте в ці роки стало основною базою на подальші роки роботи школи. 
У 1998 році педагогічний колектив очолив Попович Олег Миколайович.
На межі тисячоліть ЗОШ № 7 реорганізували в Шепетівський навчально-виховний комплекс № 3 у складі «Загальноосвітня школа I-III ступенів імені Натана Рибака та ліцей з посиленою військово-фізичною підготовкою».
У 2001 році здійснено перехід на 12-річний термін навчання.
2002 рік — за кермом закладу Неля Йосипівна Бунечко. Поповнюється матеріально-технічна база. Удосконалюється методи і напрямки навчально-виховної роботи, проводиться науково-дослідницька, інноваційна та експериментальна діяльність вчителів і учнів. Апробуються новітні напрямки навчального процесу, з'являються нові розробки методик і посібники для учнів, виготовлені педагогами закладу. Налагоджується тісна співпраця з вищими навчальними закладами України.
2006 року НВК № 3 очолює Павло Михайлович Корнатовський, у 2021 році — Бабак Лілія Вячеславівна.
Педагогічний колектив у співпраці з учнівською та батьківською громадою працює над вирішенням проблеми: «Високий рівень самовдосконалення педагога як засіб формування творчої активності шкільного колективу та позитивного іміджу закладу».